# Otto Wacker (galeriste)
Otto Wacker (11 août 1898 - 13 octobre 1970) est un marchand d'art et galeriste allemand, qui, dans les années 1920, est impliqué dans une énorme affaire d'escroquerie en faux tableaux de Vincent van Gogh.

## Biographie

### Jeunesse
Otto Wacker est né le 11 août 1898 à Düsseldorf, fils du peintre Hans Wacker (1868–1958) (de). 
En 1919, Otto Wacker se fait connaître sur la scène berlinoise comme danseur sous le nom d'« Olindo Lovaël ». Puis, il se fait engager dans la société de taxi d'un certain Kratkowski. Leur association prend fin en 1925. Il a été démontré que dès 1922, Wacker se transforme occasionnellement en courtier pour des tableaux de petits maîtres anciens originaires de Düsseldorf.

### La galerie
En 1927, Otto Wacker ouvre une galerie d'art dans les quartiers chics de Berlin, sur la Victoriastrasse. La boutique annonce s'occuper entre autres de publier des ouvrages traitant de l'histoire de l'art. Le fonds de la galerie comprend des toiles d'artistes mineurs mais quelques-unes sont de Vincent Van Gogh. Or, à cette époque, le peintre est mal connu. Sa cote n'est pas non plus très élevée, en tous cas, elle reste inférieure aux peintres impressionnistes. Sur l'origine de ces tableaux, Wacker explique qu'ils « proviennent d'une collection princière ». Le galériste entre aussitôt en relation avec Jacob Baart de la Faille, chercheur sur le point de publier une somme sur Van Gogh. En juillet, Wacker lui présente trente toiles du peintre. En janvier 1928, la célèbre galerie Paul Cassirer située au 35 Victoriastrasse, organise une exposition Van Gogh et demande à Wacker le prêt de quatre toiles. Grete Ring et Walter Feilchenfeld, les responsables, examinent les dits tableaux et déclarent qu'il s'agit de faux grossiers. Furieux, Wacker récupère ses tableaux.
Quelques mois plus tard, Baart intègre les trente toiles de Wacker à son ouvrage, qui paraît à Bruxelles à l'automne 1928. Peu après, tous les Van Gogh de la galerie trouvent rapidement preneurs.

### L'affaire
Quelques semaines après la parution de son étude, et sans doute prévenu par la galerie Paul Cassirer, Baart publie un communiqué dans lequel il écrit « qu'il considère les tableaux provenant de la galerie Wacker comme d'origine douteuse » et en profite pour présenter ses excuses, en confessant une erreur de jugement. Un journal d'Amsterdam, De Telegraaf, publie la liste des trente tableaux. Cependant, dans un premier temps, aucun acheteur ne porte plainte ; la justice se trouve donc dans l'incapacité d'agir. Il se passe la chose suivante : une bataille d'experts s'organise autour des toiles, on a d'un côté les pro-Wacker, entre autres Henricus Petrus Bremmer (1871–1956) et Julius Meier-Graefe, critiques reconnus, qui soutiennent l'authenticité des Van Gogh ; de l'autre, en définitive, peu de voix qui ose les contredire. On parla même d'une querelle de critiques d'art, de jalousies, certains estimant que la galerie Cassirer en voulait à son jeune concurrent et avait organisé cette rumeur, etc.
Cependant, deux revendeurs se retrouvent en délicate position : la galerie Francis Matthiesen de Berlin doit racheter le Van Gogh suspect à son client mécontent, mais aussi les Thannhauser Galleries (en) qui opère de même à Munich, tandis que Wacker avait déjà, entre-temps, empoché près de 100 000 reichsmarks. La galerie Hugo Perls (en) refuse, elle, de rembourser les clients, s'appuyant sur l'avis de Meier-Graefe. De son côté, Wacker emmène neuf toiles de Van Gogh pour les refaire expertiser à La Haye auprès de Bremmer qui ne se rétracte pas. Aucun expert hollandais n'ose donc émettre d'avis négatif. C'est alors que la galerie Matthiesen décide de porter plainte. Le 3 octobre 1927, à peine revenu de La Haye, mais sans les toiles, Wacker est entendu par le commissaire Uelzen. Il réussit à le convaincre que les toiles proviennent d'aristocrates russes réfugiés en Suisse, forcés d'être discrets. Peu après, une perquisition permet de saisir dans sa galerie deux Van Gogh, mais aucune loi ne permet alors de les y soustraire. En revanche l'examen de la comptabilité de la galerie fournit les noms de certains acheteurs de Van Gogh, qui, contactés... refusèrent de porter plainte. Deux toiles sont parties à New York ; contacté, le curateur des collections de Chester Dale refusa de laisser des experts approcher les toiles. Ludwig Justi (1867-1957), directeur de la Nationalgalerie de Berlin, publia dans le Vossische Zietung une étude tendant à démontrer que les Van Gogh de Wacker ne pouvaient être authentiques. Et puis les choses se tassèrent.
Le 4 septembre 1931, le parquet de Berlin publie le résultat de son enquête et entreprend une « action en faux contre le peintre Otto Wacker lui ayant permis de vendre pour 300 000 marks de toiles contrefaites ».  La veille, la police avait saisi chez le frère de Wacker une fausse toile de Van Gogh en cours de finition. La preuve semblait donc établie. Le procès s'ouvre le 6 avril 1932. Les experts convoqués se disputent à la barre, mais même le compte-rendu scientifique (radiographie, comparaison des ombres portées, analyse chimique de la gouache) largement en défaveur de Wacker ne réussissent pas à les départager. Aussi, le prévenu fut-il condamné à un an de prison avec sursis pour agissement frauduleux mais non pour escroquerie. Un an plus tard, Wacker fait cependant appel. Il est cette fois condamné à 19 mois de prison ferme pour escroquerie, trente mille marks d'amende, et à la privation de ses droits civiques.

### Dénouement
En 1930, De la Faille fait paraître à Paris chez G. van Oest Les Faux Van Gogh, un catalogue énumérant 174 toiles qu'il juge être des faux.
Wacker s'installe après la Seconde Guerre mondiale à Berlin-Est comme danseur. Puis il dirige une école de danse. Il prend soin de ne plus avoir affaire avec le marché de l'art. 
Certains de ses tableaux ont à ce jour disparu, d'autres ont été localisés, mais les experts s'accordent à dire qu'aucun d'entre eux n'est authentique. Les toiles étaient probablement l'œuvre du père de Wacker et de son frère, Leonhard Wacker (1895-?), qui était également peintre et restaurateur de tableaux.